# Abtretung (Völkerrecht)
Das Völkerrecht kennt die Abtretung oder Zession eines Gebietes durch einen völkerrechtlichen Vertrag zwischen dem abtretenden Staat (Zedent) und dem erwerbenden Staat (Zessionar), aber auch die Abtretung von Rechten. Hierzu übereignet sie der Zedent auf den Zessionar.
Im Staatsrecht gibt es die Gebietsabtretung (Gebietszession) vor allem zwischen Gliedstaaten eines Bundesstaates.
Die nicht erzwungene Gebietszession ist neben der (natürlichen) Anschwemmung neuen Landes (alluvio) oder dem Auftauchen von Inseln in den Territorialgewässern der einzige friedliche Landerwerb unter Völkerrechtssubjekten. Es handelt sich hierbei um den Erwerb beziehungsweise Verlust der territorialen Souveränität über ein Gebiet durch Vertrag. Demgegenüber kann ein Staat einem anderen auch lediglich bestimmte Rechte über sein Gebiet oder einen Teil seines Gebietes (Gebietshoheit) einräumen, ohne dass er dadurch seine endgültige Verfügungsbefugnis verliert. Wird dabei die gesamte Hoheitsgewalt für das Gebiet übertragen, kommt es zur Anwendung fremden Rechts auf dem Hoheitsgebiet des einräumenden Staates, der damit eine Verwaltungszession vorgenommen hat.
Gebietszessionen erfolgen oft nach militärischer Besetzung oder nach Androhung militärischer Gewalt. Geschichtswissenschaftler bezeichnen solche in der Regel nicht trennscharf als Annexion. Streng genommen aber liegt nach rechtswissenschaftlicher Auffassung eine Annexion nur dann vor, wenn die Eingliederung des Gebietes in den fremden Staatsverband einseitig und ohne (formelles) Einvernehmen geschieht und der Besitz endgültig ist.